# Andreasmesse

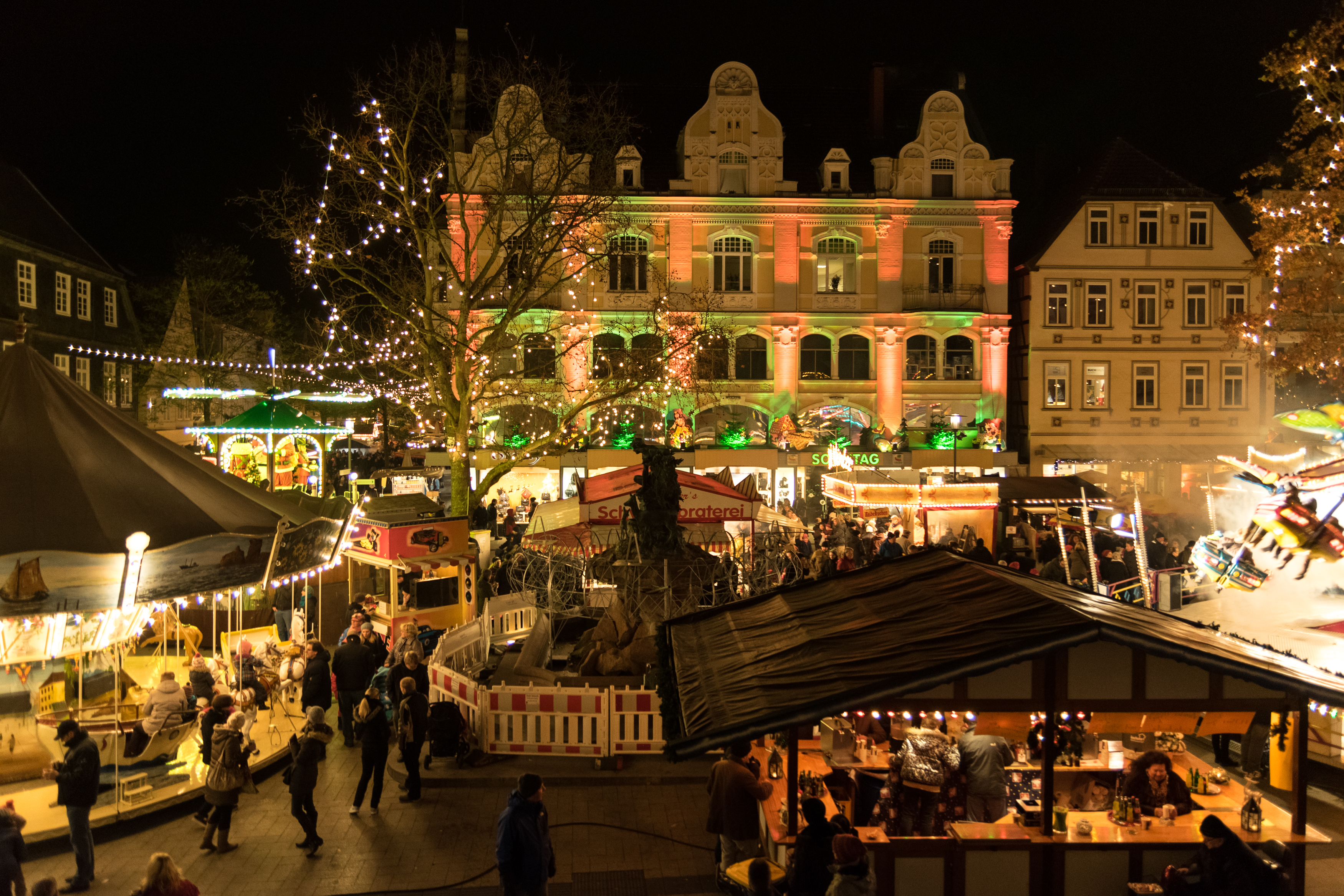
Andreasmesse 2014, Marktplatz

Die Andreasmesse ist ein jährlich stattfindendes Volksfest in Detmold, das auf eine über 400-jährige Tradition zurückgeht und im Jahre 1604 erstmals gefeiert wurde. Der Name der Kirmes geht auf den Apostel Andreas zurück. In Detmold ist sie die größte Innenstadtkirmes überhaupt. Die Andreasmesse beginnt jährlich am Mittwoch nach dem Buß- und Bettag und endet am darauffolgenden Sonntag (Erster Advent).

## Geschichte
Um 1285 erhielt Detmold den Status einer Rechtsstadt mit Lippstädter Stadtrecht. Dieses Stadtrecht wurden von mehreren lippischen Edelherren und Grafen regelmäßig bestätigt. Edelherr Simon III. verlieh  der Stadt um 1361 ein Stadt- und Marktprivileg. In diesem Marktprivileg wurde der Stadt ein schon seit 1265 abgehaltener Jahrmarkt am St. Veitstag, den 15. Juni, bestätigt. Unter Jahrmarkt ist ein jährlich stattfindender Markt von überörtlicher Bedeutung zu verstehen. Darüber hinaus bekam Detmold die Erlaubnis für einen zweiten Jahrmarkt am Sonntag vor Martini (11. November). Das Marktprivileg galt für den betreffenden Tag, wie auch für je zwei Tage davor und danach.

Marktplatz zur Andreasmesse

Im Jahr 1603 bestätigte Graf Simon VI. beide Märkte, verlegte jedoch den Herbstmarkt auf acht Tage nach Martini. Zugleich bewilligte er jeden Mittwoch einen Wochenmarkt von örtlicher Bedeutung nur für Lebensmittel. 1604 verschob Simon IV. den Herbstmarkt nochmals auf den 30. November, dem Festtag des Apostels Andreas, der auf jeweils drei Tage bewilligt wurde. Die Stadt durfte Standgeld für die Marktstände erheben, während dem Landesherrn der an den Stadttoren erhobene Warenzoll zustand. Die öffentliche Bekanntgabe der Detmolder Märkte erfolgte durch einen gedruckten Anschlag vom 13. Mai 1604.
Diese Jahrmärkte waren in erster Linie Verkaufsmärkte und nur in geringem Umfang Volksbelustigungen. Das Verhältnis zugunsten der Kirmes änderte sich erst im 20. Jahrhundert, so dass es heute nur noch Reste des einstigen Warenhandels gibt. Zu Beginn des 20. Jahrhunderts beklagten sich die einheimischen Handwerker und Gewerbetreibenden über die Konkurrenz der fliegenden Händler und Wandergewerbetreibenden auf der Andreasmesse. Am 18. April 1912 beschlossen die Detmolder Stadtverordneten, anstelle der Andreasmesse einen Viehmarkt abzuhalten. Daneben sollte zwei Tage lang ein Vergnügungspark stattfinden. Diese Änderung der Detmolder Jahrmarktsordnung wurde von der Lippischen Regierung unterstützt. So fand die Messe von 1912 in der neuen Form statt, doch es kam erneut zu heftigen Protesten. Infolge der geringeren Besucherzahl im Vergleich zu früheren Jahren hatte zahlreiche Schausteller, Wandergewerbetreibende und Detmolder Geschäftsleute Verluste erlitten. Am 24. April 1913 hob die Stadtverordnetenversammlung die Änderung der Jahrmarktsordnung wieder auf und die Andreasmesse findet seitdem in alter Form wieder statt.

## Die Festplätze
Während der Dauer der Andreasmesse wird in Detmold ein Großteil des Innenstadtbereichs abgesperrt und der Verkehr umgeleitet. Die Festplätze sind im Einzelnen:
- Kronenplatz und Industriestraße: Hier wird die Andreasmesse am Mittwoch um 15 Uhr traditionell durch den Bürgermeister eröffnet, woraufhin die Aussteller von Fahrgeschäften 15 Minuten lang Freifahrten anbieten.
- Lange Straße: Die Lange Straße ist die Hauptstraße der Detmolder Innenstadt und zugleich Fußgängerzone. Hier gibt es während der Andreasmesse vor allem zahlreiche Glühweinstände, verschiedene Imbissbuden und Stände mit kunstgewerblichen Artikeln.
- Marktplatz: Auf dem Marktplatz befinden sich zwei nostalgische Karussells.
- Ameide: An der Ameide entlang des Schlossteichs finden vorwiegend Händler ihren Platz. Verkauft wird dort Kleidung und Schmuck, außerdem gibt es dort Losbuden, Kinderfahrgeschäfte und andere Angebote.
- Rosental: Auf dem Gehweg des Rosentals sind in der Regel zahlreiche Stände mit kulinarischen Spezialitäten aufgebaut. Das Angebot reicht von Hot Dog, über Gyros und Bratwurst bis hin zum Spanferkel.

Nach dem Ende der Andreasmesse beginnt in Detmold der Weihnachtsmarkt, der bis zum 24. Dezember (Heiligabend) dauert.